# 埃塞海亞
埃塞海亚（羅馬化：Ese-Khayya）是俄罗斯萨哈共和国的市级镇，属上扬斯克区，在区行政中心巴塔盖南方、共和国首府雅库茨克北偏东方向。
该地2021年人口有170人；2010年人口239；2002年人口343；1989年人口1,530。